# Parrucchiere

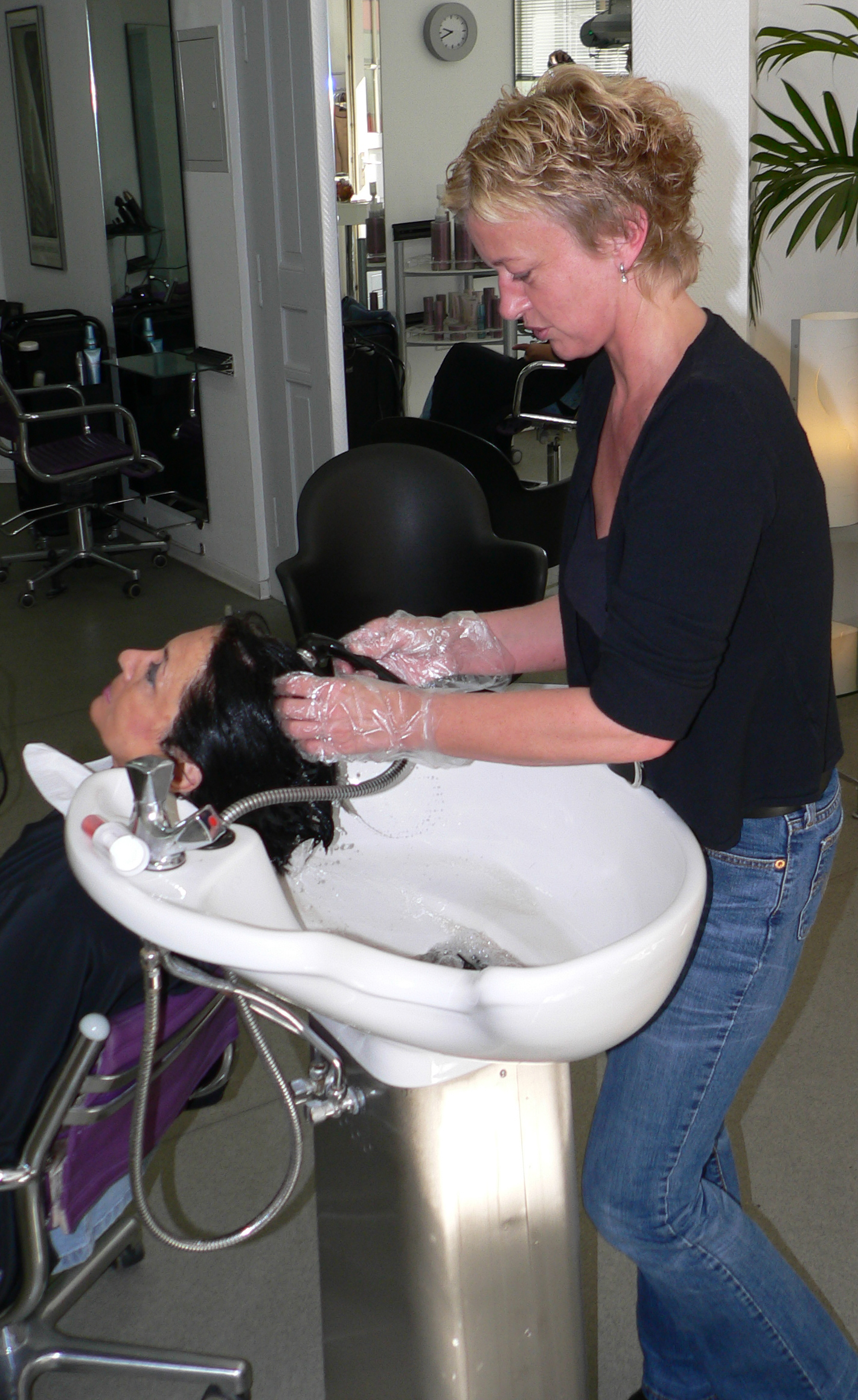
Una parrucchiera.

Il parrucchiere è l'artigiano specializzato nel taglio e nell'acconciatura della capigliatura.  
Il termine si utilizza in particolare per la capigliatura femminile, ma talvolta anche maschile, anche se tradizionalmente gli uomini ricorrono al barbiere anche per la rifinitura di barba e baffi. 

## Storia
La cura dei capelli ha origini antiche. I rasoi più antichi ritrovati dagli archeologi risalgono a 3.500 anni fa in Egitto, durante l’Età del Bronzo, mentre i primi negozi di barbieri veri e propri compaiono nell'epoca ellenistica in Grecia. 

### Antica Roma

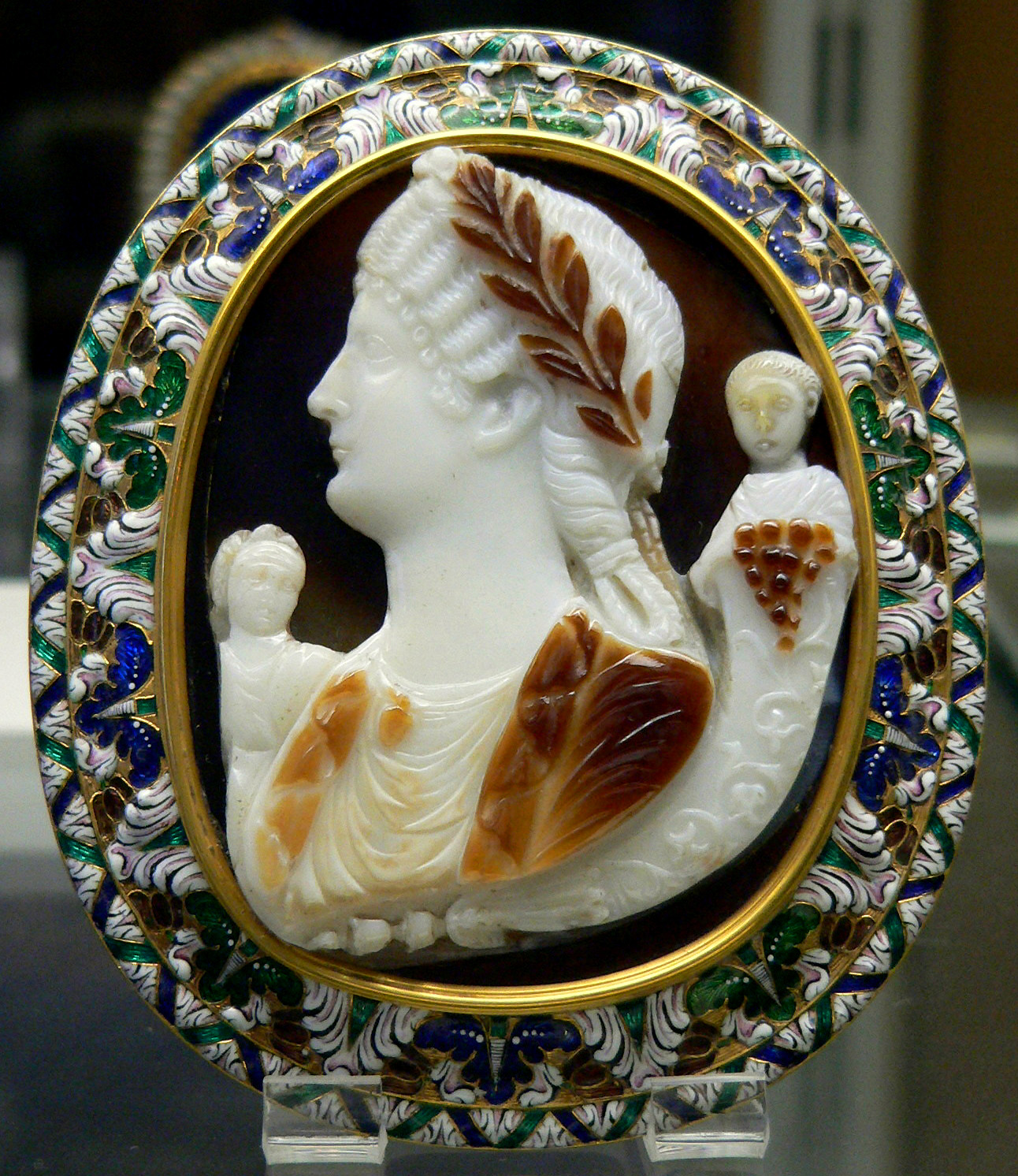
L'acconciatura a riccioli di Messalina

Anche nell’antica Roma i capelli avevano un ruolo importante per il rango e il riconoscimento sociale. Le signore romane utilizzavano per la loro toletta catini, specchi di rame, d'argento o di vetro ricoperto di piombo e, se ricche, avevano addirittura una loro personale vasca da bagno (lavatio) potendo così fare a meno dei bagni pubblici. Potevano poi adornarsi con pettini, spille (fibulae), unguenti e gioielli. 
L'uso di questi oggetti presupponeva di aver soddisfatto la prima necessità della matrona, che era quella dell'acconciatura dei capelli affidata alle schiave ornatrices. Operazione questa molto complicata al tempo dell'impero. 
In epoca repubblicana la donna divideva semplicemente i capelli a metà con una scriminatura e poi li legava dietro la nuca, oppure si faceva delle trecce raccolte in un cercine sulla fronte.
In tutta l'iconografia femminile al tempo dei Flavi le donne usavano acconciare i capelli in complicatissimi riccioli e quando in seguito ci rinunciarono, prevalse la moda di lunghe trecce disposte come torri sulla sommità della testa che non potevano non essere oggetto della presa in giro di poeti come Giovenale che evidenzia l'aspetto ridicolo di una signora di bassa statura che ostenta sulla testa un'acconciatura più alta di lei.
Le matrone condividevano con i loro mariti le lunghe sofferenze che essi sopportavano per farsi radere dai tonsores, e le serve pettinatrici (ornatrices) correvano il rischio, molto presente, di essere duramente punite se l'acconciatura non soddisfaceva la signora. Più fortunate quelle parrucchiere che rimediavano alla calvizie della padrona con posticci e parrucche, bionde o nere, come quelli di capelli veri fatti venire dall'India.

## Servizi offerti

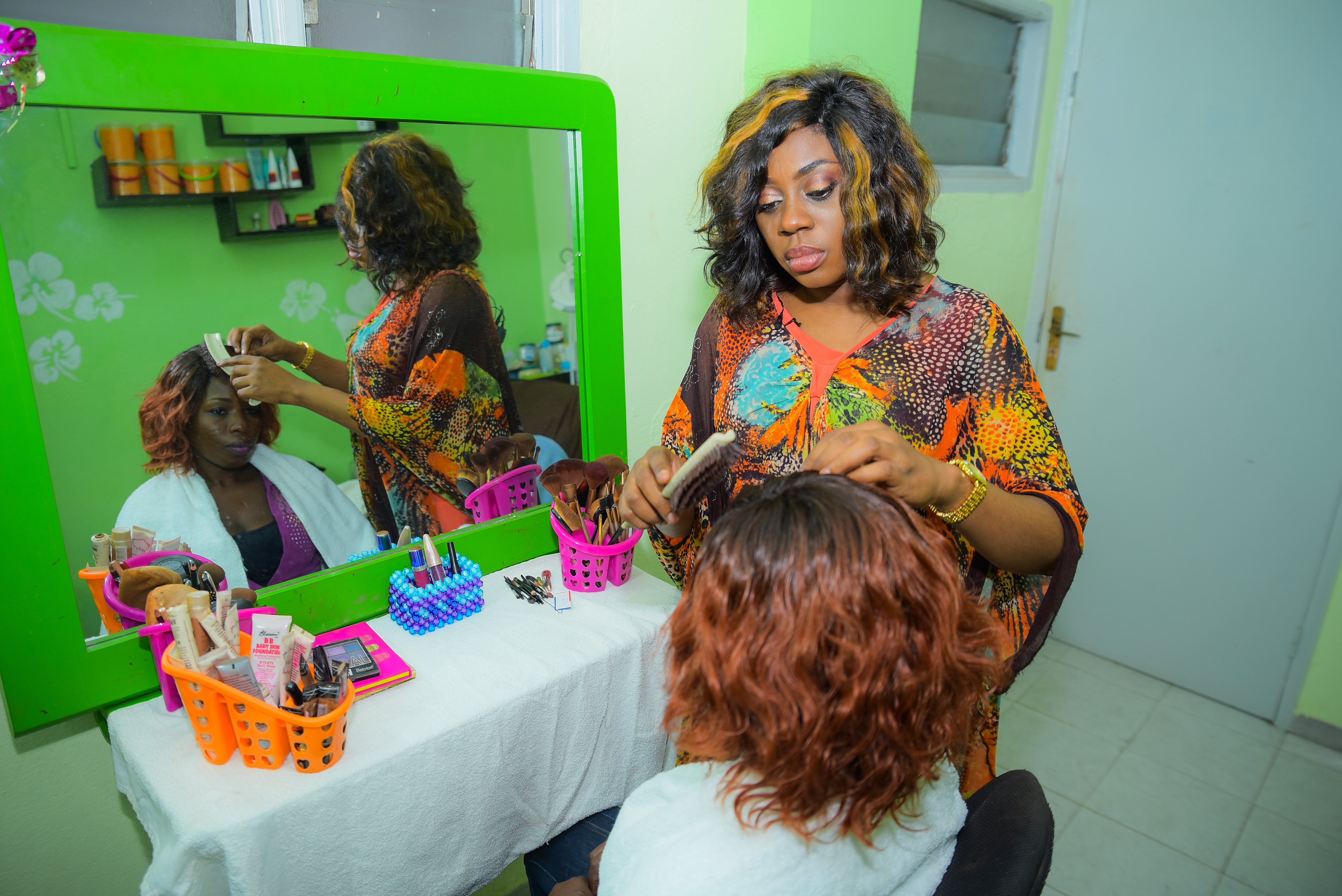
Parrucchiera al lavoro (Costa d’Avorio)

Ai nostri tempi oltre al taglio e al lavaggio dei capelli, il parrucchiere può effettuare lavorazioni particolari come la colorazione con una tintura per capelli, la messa in piega, utilizzare apparecchi elettrici per stirare i capelli o fare una permanente ed inoltre, su richiesta della cliente, può prescrivere, consigliare e raccomandare dei prodotti specifici per la sua capigliatura. Nella bottega del parrucchiere, quando è attrezzato come "salone di bellezza", possono essere presenti lavoranti assistenti addetti alla depilazione, alla cura della pelle e delle unghie (manicure).
In passato il parrucchiere era addetto al confezionamento di parrucche per coloro che volessero ricoprire la propria calvizie o usare capelli già acconciati in sostituzione dei propri.